# Краснополь (гмина)
Краснополь (пол. Krasnopol) — сельская гмина (волость) в Польше, входит как административная единица в Сейненский повет, Подляское воеводство. Население — 3874 человека (на 30 июня 2015 года).

## Демография
Население гмины дано на 30 июня 2015 года.
| Перепись            | Всего | Женщины | Мужчины |
| ------------------- | ----- | ------- | ------- |
| Всего               | 3 874 | 1 993   | 1 881   |
| Городское население | 0     | 0       | 0       |
| Сельское население  | 3 874 | 1 993   | 1 881   |

## Поселения
1. Александрово
2. Буда-Руска
3. Чарна-Бухта
4. Червоны-Кшиж
5. Глушин
6. Гремздель
7. Гремзды-Польске
8. Еглинец
9. Еглювек
10. Езорки
11. Красне
12. Краснополь
13. Крулювек
14. Круценишки
15. Линувек
16. Лопухово
17. Мадкова-Руда
18. Михновце
19. Миколаево
20. Мурованы-Мост
21. Нова-Жубрувка
22. Нове-Бокше
23. Орлинек
24. Павлувка
25. Пётрова-Домброва
26. Рудавка
27. Рутка-Пахуцких
28. Рыжувка
29. Скустеле
30. Смоляны-Домб
31. Стабеньщызна
32. Стара-Жубрувка
33. Теклиново
34. Высока Гура (бывшая деревня)
35. Жлобин
36. Жубронайце

## Соседние гмины
1. Гмина Гибы
2. Гмина Новинка
3. Гмина Пуньск
4. Гмина Сейны
5. Гмина Сувалки
6. Гмина Шиплишки